# Tony Bravo
Antonio Tanús Amado, nome artístico de Tony Bravo (Puebla, Puebla, 28 de maio de 1949) é um ator mexicano de televisão e cinema.

## Biografia
Nascido na Puebla, Puebla em 28 de maio de 1949, em uma família de descendência libanesa (seu nome verdadeiro é Tanús ) de classe média, o ator não pensou em sua juventude para entrar no meio artístico . Ao fazer estudos de engenharia, ele foi convidado por amigos para participar de um desfile de moda de cavalheiros em uma loja de departamentos na capital mexicana, em 1966. Isso o levaria a fazer anúncios fotográficos diferentes como uma imagem de marcas de roupas masculinas .
Seu primeiro papel importante foi em Pasiones encendidas em que ele desempenhou o papel de Carlos, um vividor que era um amante de Elvira, uma personagem interpretado pela atriz Rita Macedo .
Desde então, trabalhou ininterruptamente na televisão, sempre sendo um ator de caráter: sua aparência masculina e ampla gama permitiu-lhe ser mesmo vilão ou personagem bom como o cúmplice do vilão Max ( Salvador Pineda) em Tú o nadie ou em La mentira como o nobre Monsieur Belloc, que vem em auxílio da heroína (Kate del Castillo) quando ele mais precisa. Ele também se aventurou no cinema, tendo mais de 50 filmes em sua filmografia .
Tony também tomou aulas de canto e, como intérprete da música vernácula. realizou em palenques e feiras do estado com grande sucesso. Ciumento de sua vida privada, Tony sempre teve um relacionamento muito cordial com a imprensa, mas manteve sua vida pessoal completamente longe dos holofotes.

## Carreira

### Telenovelas
- Hasta el fin del mundo (2014-2015) .... Javier Cruz
- Corazón indomable (2013) .... Diretor da penitenciária feminina
- Amores verdaderos (2012-2013) .... Capanga de Krusov
- Soy tu dueña (2010) .... Evelio Zamarripa / Úrsulo Barragán
- Peregrina (2005) .... Alonso Manrique
- Apuesta por un amor (2004-2005) .... Camilo Beltrán
- El derecho de nacer (2001) .... Dr. Alejandro Sierra
- Infierno en el paraíso (1999) .... Javier
- La mentira (1998) .... André Belot
- Cañaveral de pasiones (1996) .... Rafael Elizondo
- Sueño de amor (1993) .... Carlo Lombardo
- Lo blanco y lo negro (1989) .... Luis Soto
- Encadenados (1988) .... Carlos Montes
- El precio de la fama (1987) .... Antonio
- Tú o nadie (1985) .... Luis
- Tú eres mi destino (1984) .... Javier
- El amor nunca muere (1982) .... José Beltrán
- Muchacha de barrio (1979) ....Norberto
- Pasiones encendidas (1978) ....Carlos

### Series
- Central de abasto (2008) .... Toño
- ¡Qué madre, tan padre! (2006)
- ¿Qué nos pasa? (1998)
- Mujer, casos de la vida real (1997)

### Cinema
- Bronco, la película (2003)[5]
- La Tregua (2003)[6]
- La desalmada (1994)
- Dónde quedó la bolita (1993)
- La leyenda del Santo (1993)
- Cazador de cabezas (1992)
- Cobra silenciosa (1992)
- Instinto asesino (1991)
- Frontera roja (1991)
- Invitación a morir (1991)
- Operación narcóticos (1991)
- Muerte bajo la piel (1990)
- Furia asesina (1990)
- Halcones de la frontera (1990)
- Ladrones de tumbas (1990)
- La mujer del tahúr (1990)
- Cazador de recompensas (1989)
- Samurai Warriors (1989)
- El vengador solitario (1987)
- Muerte de el federal de camiones (1987)
- El cachas de oro (1986)
- Murieron a la mitad del río (1986)
- Niño pobre, niño rico (1983)
- Las piernas del millón (1981)
- Vivir para amar (1980)

## Prêmios

### Prêmios TVyNovelas
| Ano  | Categoría                  | Telenovela         | Resultado |
| ---- | -------------------------- | ------------------ | --------- |
| 1985 | Melhor revelação masculina | Tú eres mi destino | Nomeado   |